# Macropelopia adaucta
Macropelopia adaucta är en tvåvingeart som beskrevs av Jean-Jacques Kieffer 1916. Macropelopia adaucta ingår i släktet Macropelopia och familjen fjädermyggor. Arten är reproducerande i Sverige. Inga underarter finns listade i Catalogue of Life.